# Gerard Horenbout

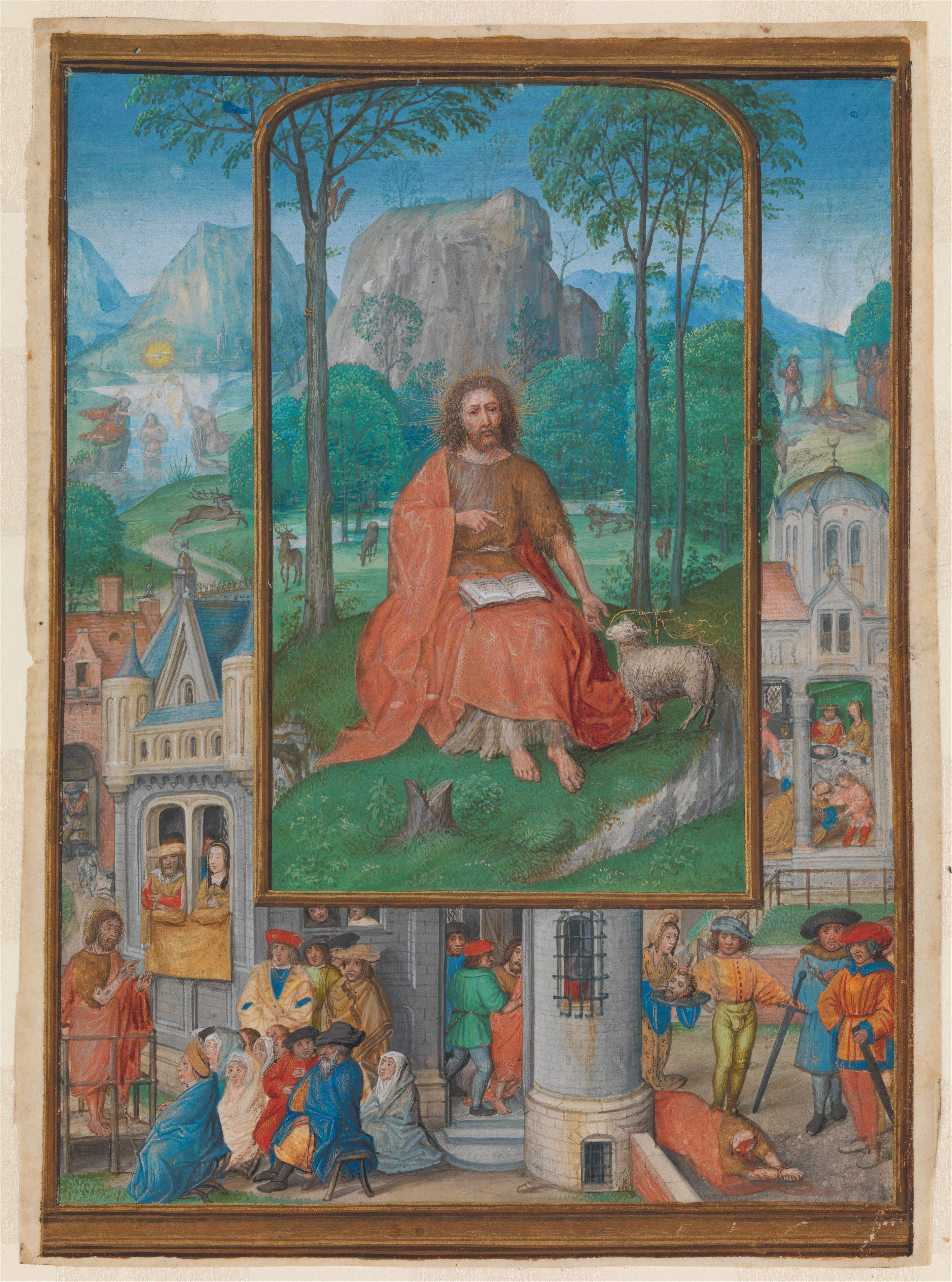
Johannes auf Patmos, um 1515. New York Metropolitan Museum of Art

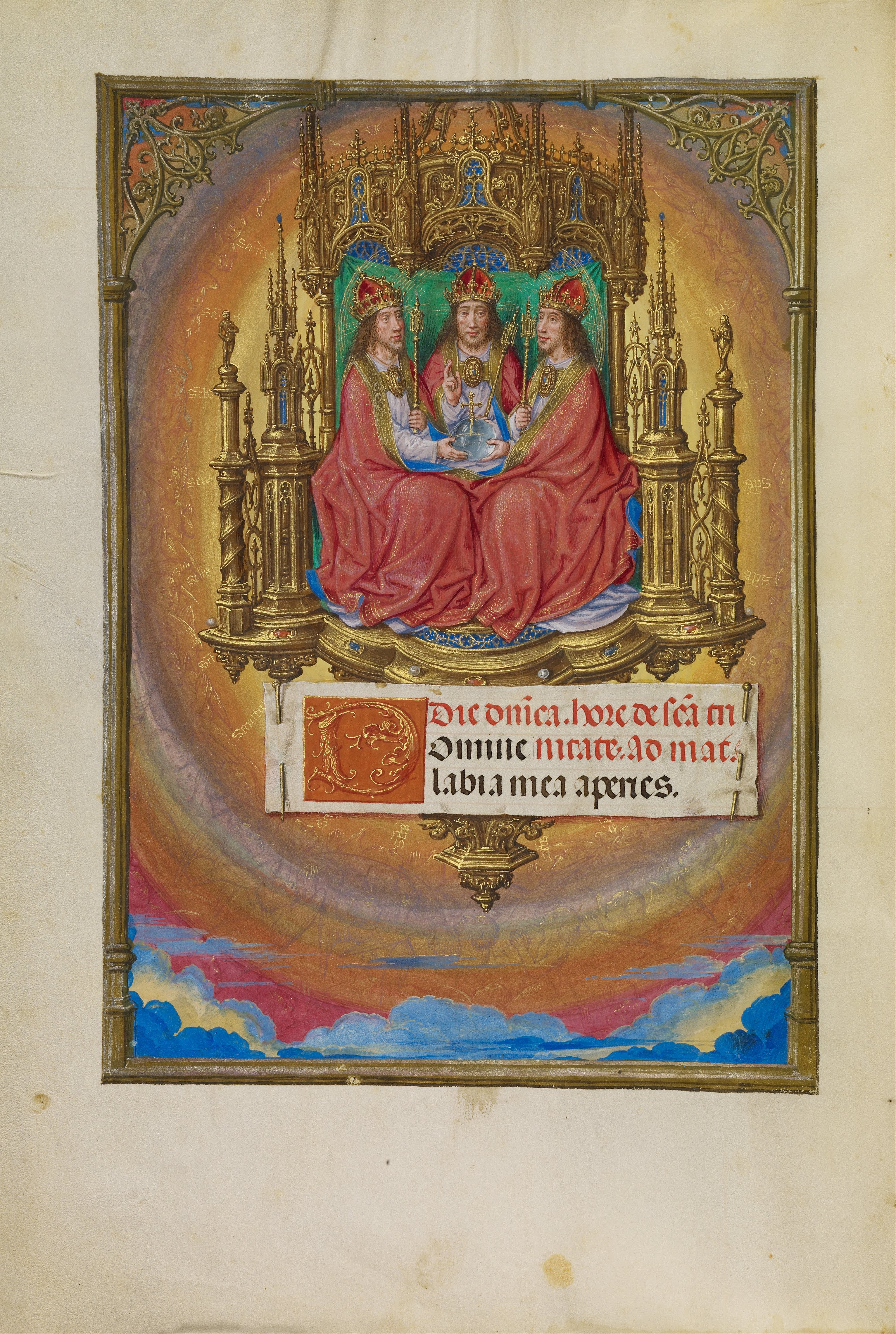
Heilige Dreifaltigkeit, um 1510/20. Los Angeles, J. Paul Getty Museum

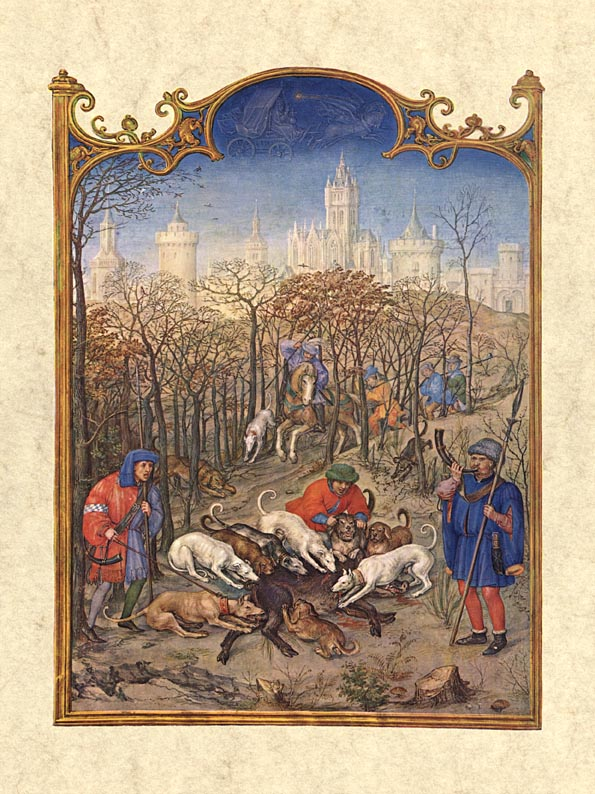
Monatsbild Dezember, um 1510. Venedig, Biblioteca nazionale Marciana

Gerard Horenbout (auch Gerard Hornebolte genannt; * 1465 in Gent; † 1541 in London) war ein flämischer Maler.
Horenbout trat 1487 der Gilde der Maler von Gent bei. Später gab er selbst Malunterricht, auch seine drei Söhne waren bei ihm in der Lehre. Schon die Vorfahren Gerard Horenbouts waren künstlerisch betätigt. Horenbout beschäftigte sich künstlerisch in vielen Bereichen: Nachdem er seine Lehre bei einem flämischen Maler abgeschlossen hatte, illustrierte er Manuskripte, fertigte Altarbilder an und malte Porträts. In einem Kloster nahe seiner Geburtsstadt Gent arbeitete Horenbout eine Zeit lang mit einigen Nonnen zusammen und kreierte mit ihnen einen Modellgarten. Die Blumen wurden aus Stoff produziert und danach an die damalige Herrscherin Margarete von Österreich der Niederlande überbracht. In den Jahren nach 1500 beauftragte ihn der schottische König Jakob IV. ein Stundenbuch herzustellen. Durch sein Schaffen scheint er sehr wohlhabend geworden zu sein, was sich daran erkennen lässt, dass er 1503 ein stark durch Gemälde verziertes Haus kaufte.
Zwischen 1522 und 1525 – der genaue Zeitpunkt ist unbekannt – wanderte er mit seiner Familie nach England aus, vielleicht aufgrund der finanziellen Möglichkeiten, die ihn auf der Insel erwarteten, allerdings lässt sich eine Auswanderung aus religiösen Gründen auch nicht ausschließen. Dort arbeitete er für die Königsfamilie. Horenbout lebte in England bis zu seinem Lebensende und starb in London. 
Sein Sohn Lucas Horenbout stand in den Diensten Heinrichs VIII. Auch die Tochter Gerard Horenbouts, Susanna Horenbout, betätigte sich als eine der ersten Frauen auf dem Gebiet der Kunst, ihre Werke sind heute jedoch nicht mehr überliefert.
Gerard Horenbout arbeitete gelegentlich mit Simon Bening zusammen und galt neben diesem als führender flämischer Maler seiner Zeit. 